# Roy van den Berg
Roy van den Berg (Kampen, 8 de septiembre de 1988) es un deportista neerlandés que compite en ciclismo en las modalidades de pista y BMX.
Participó en dos Juegos Olímpicos de Tokio 2020, obteniendo dos medallas de oro en la prueba de velocidad por equipos, en Tokio 2020 (junto con Harrie Lavreysen, Jeffrey Hoogland y Matthijs Büchli) y en París 2024 (con Harrie Lavreysen y Jeffrey Hoogland).
Ganó seis medallas en el Campeonato Mundial de Ciclismo en Pista entre los años 2019 y 2024, y seis medallas en el Campeonato Europeo de Ciclismo en Pista entre los años 2016 y 2024. En los Juegos Europeos de Minsk 2019 obtuvo una medalla de oro en la prueba de velocidad por equipos.
En BMX obtuvo una medalla de bronce en el Campeonato Europeo de 2009.

## Medallero internacional
| Juegos Olímpicos   | Juegos Olímpicos         | Juegos Olímpicos | Juegos Olímpicos      |
| Año                | Lugar                    | Medalla          | Competición           |
| ------------------ | ------------------------ | ---------------- | --------------------- |
| 2020               | Tokio (Japón)            | Medalla de oro   | Velocidad por equipos |
| 2024               | París (Francia)          | Medalla de oro   | Velocidad por equipos |
| Campeonato Mundial |                          |                  |                       |
| Año                | Lugar                    | Medalla          | Competición           |
| 2019               | Pruszków (Polonia)       | Medalla de oro   | Velocidad por equipos |
| 2020               | Berlín (Alemania)        | Medalla de oro   | Velocidad por equipos |
| 2021               | Roubaix (Francia)        | Medalla de oro   | Velocidad por equipos |
| 2022               | Saint-Quentin (Francia)  | Medalla de plata | Velocidad por equipos |
| 2023               | Glasgow (Reino Unido)    | Medalla de oro   | Velocidad por equipos |
| 2024               | Ballerup (Dinamarca)     | Medalla de oro   | Velocidad por equipos |
| Juegos Europeos    |                          |                  |                       |
| Año                | Lugar                    | Medalla          | Competición           |
| 2019               | Minsk (Bielorrusia)      | Medalla de oro   | Velocidad por equipos |
| Campeonato Europeo |                          |                  |                       |
| Año                | Lugar                    | Medalla          | Competición           |
| 2016               | Saint-Quentin (Francia)  | Medalla de plata | Velocidad individual  |
| 2018               | Glasgow (Reino Unido)    | Medalla de oro   | Velocidad por equipos |
| 2019               | Apeldoorn (Países Bajos) | Medalla de oro   | Velocidad por equipos |
| 2022               | Múnich (Alemania)        | Medalla de oro   | Velocidad por equipos |
| 2023               | Grenchen (Suiza)         | Medalla de oro   | Velocidad por equipos |
| 2024               | Apeldoorn (Países Bajos) | Medalla de oro   | Velocidad por equipos |

| Campeonato Europeo | Campeonato Europeo      | Campeonato Europeo | Campeonato Europeo |
| Año                | Lugar                   | Medalla            | Competición        |
| ------------------ | ----------------------- | ------------------ | ------------------ |
| 2009               | Fredericia ( Dinamarca) | Medalla de bronce  | Carrera            |